# 卢雪
卢雪（英語：Lu Xue；1971年—），出生于山东，中国艺术家，丹麦国旗骑士勋章获得者，中国艺术剪纸协会会长。
卢雪是中国致公党党员，中国艺术研究院特邀研究员。曾为政协山东省第十届、第十一届委员会常务委员。
2006年，卢雪被授予了丹麦国旗银十字勋章，由丹麦女王丈夫亨里克亲王颁授。
卢雪的代表性剪纸作品包括《孔子》《九龙壁》以及《安徒生与五大洲孩子》等。其作品曾在瑞士、美国以及韩国等地展出。
2002年，卢雪发起成立了中国艺术剪纸协会。2007年，她在香港举办了“回歸十載風雲人物－盧雪剪紙藝術展”。